# Рудольф фон Альт
Рудольф фон Альт (нім. Rudolf von Alt; 28 серпня 1812 — 12 березня 1905, Відень) — австрійський аквареліст і художник XIX століття.

## Життєпис
Походить з родини художника. Батько Якоб Альт (1789—1872) був популярним малювальником і літографом. В родині був ще один син Франц (1821—1914), котрий теж став художником.
Перші художні навички отримав у батька. Удосконалював власну художню освіту у Віденській художній академії. З 1826 року навчався у пейзажному класі. Часто працював на натурі разом із батьком та допомагав йому в роботі.
Створив декілька творчих подорожей і відвідав Баварію, Ломбардію у Італії, Чехію та Галичину, що входили тоді до складу Австро-угорської імперії, Крим тощо.
Віртуозно володів акварельною технікою. У творчому спадку художника низка замальовок Відня середини та кінця 19 ст. Брався за створення малюнків-інтер'єрів. Найменше працював із олійними фарбами. З 1879 року став професором у Віденській художній академії. 1897 року був одним із засновників Віденського сецесіона. Того ж року його зробили почесним президентом Сецесіона.
Помер у Відні 12 березня 1905 року.

## Вибрані твори
- «Йозефплац у Відні», акварель 1831 р.
- «Відень, церква архангела Михаїла», 1844 р.
- «Відень, палац Траутсон», 1845 р.
- «Готична вежа собору Св. Стефана, Відень», 1847 р.
- «Синагога у Відні», кольорова літографія за малюнком фон Альта 1860 р.
- «Бібліотека промисловця з Відня Ніколауса Думба». Палац Думба, 1877 р.
- «Вітальня, палац князя Лянцкоронського», Відень, 1881 р.
- «Кабінет князя Лянцкоронського, Відень»
- «Палац Лянцкоронських, Ранкова зала, Відень», акварель 1881 р.
- «Автопортрет», акварель 1890 р.

## Інтер'єри-малюнки роботи Рудольфа фон Альта

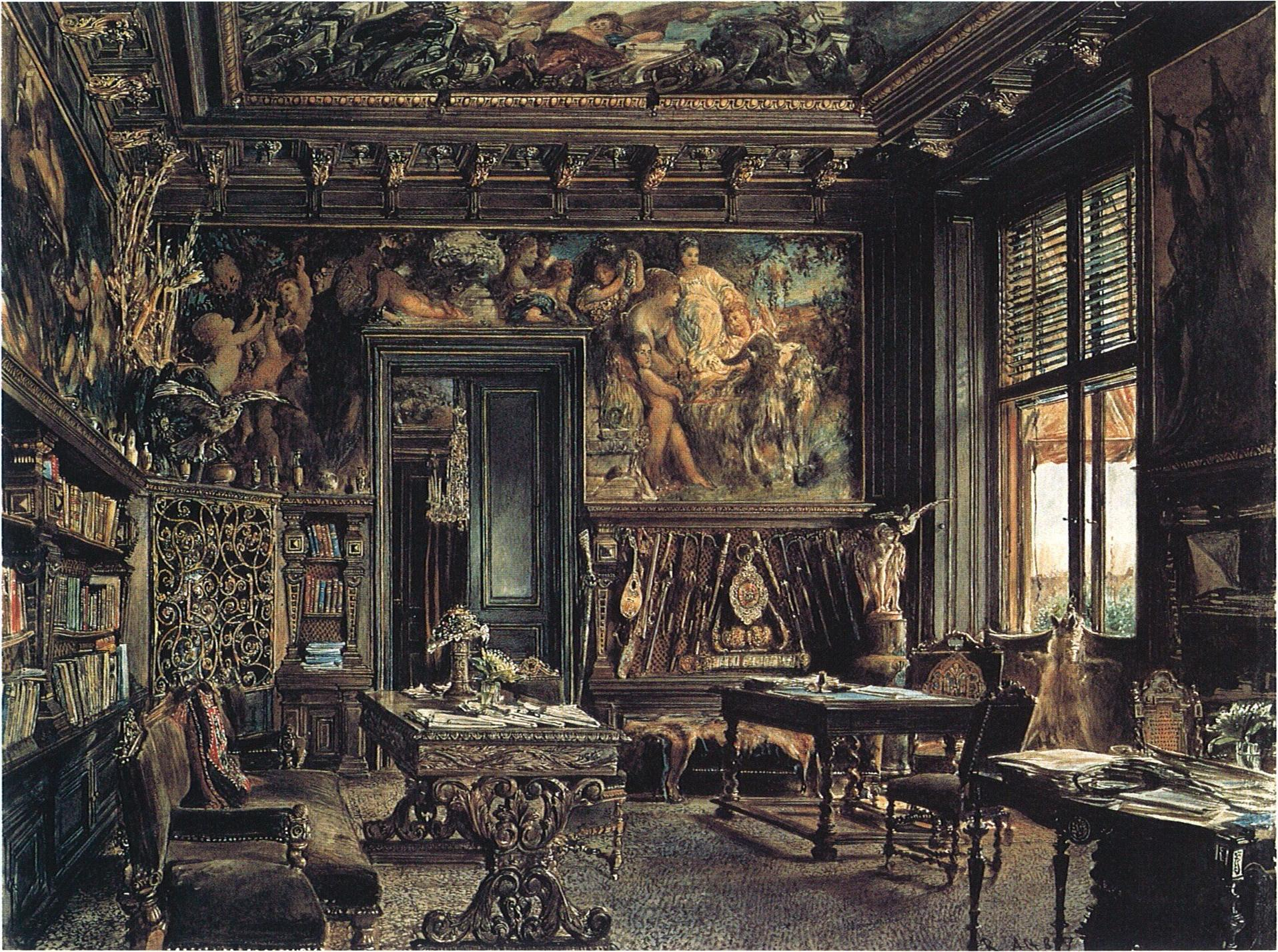
Рудольф фон Альт. «Бібліотека і кабінет промисловця з Відня Ніколауса Думба». Палац Думба,  1877 р.
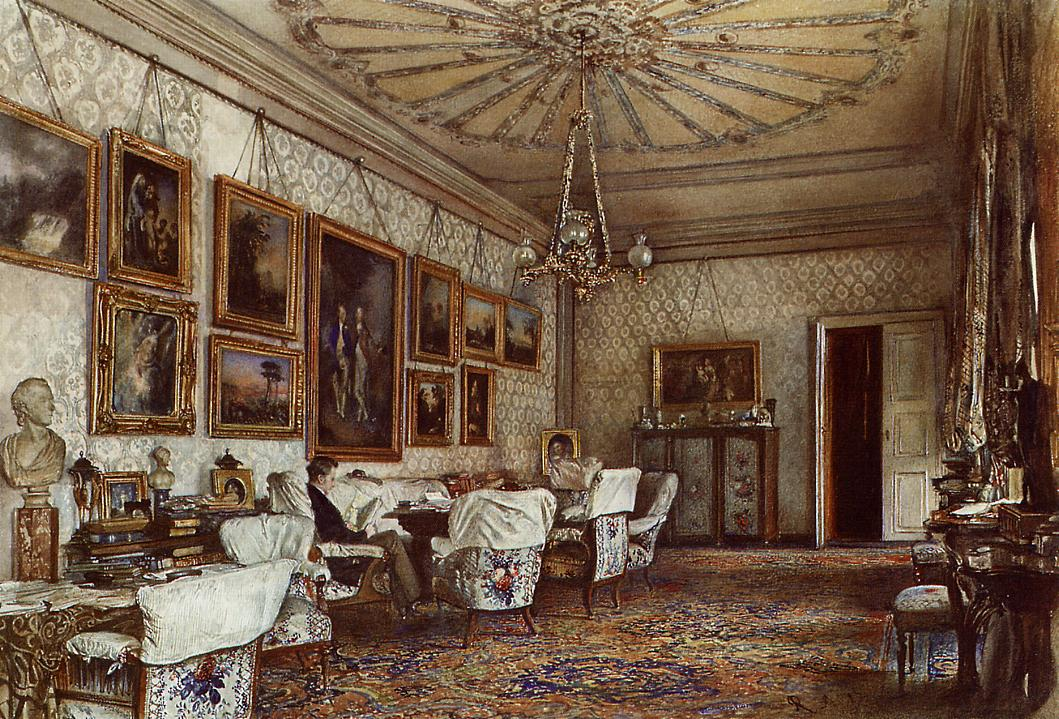
Рудольф фон Альт. «Вітальня, палац князя Лянцкоронського», Відень, 1881 р.

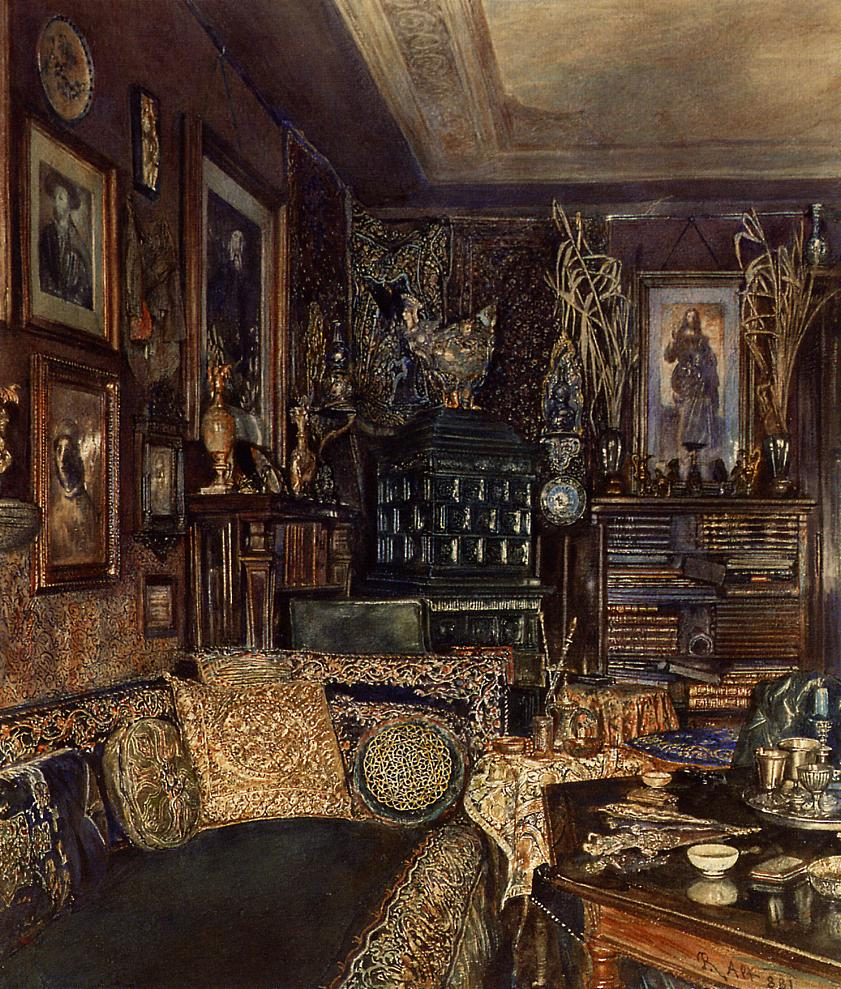
«Кабінет князя Лянцкоронського, Відень»
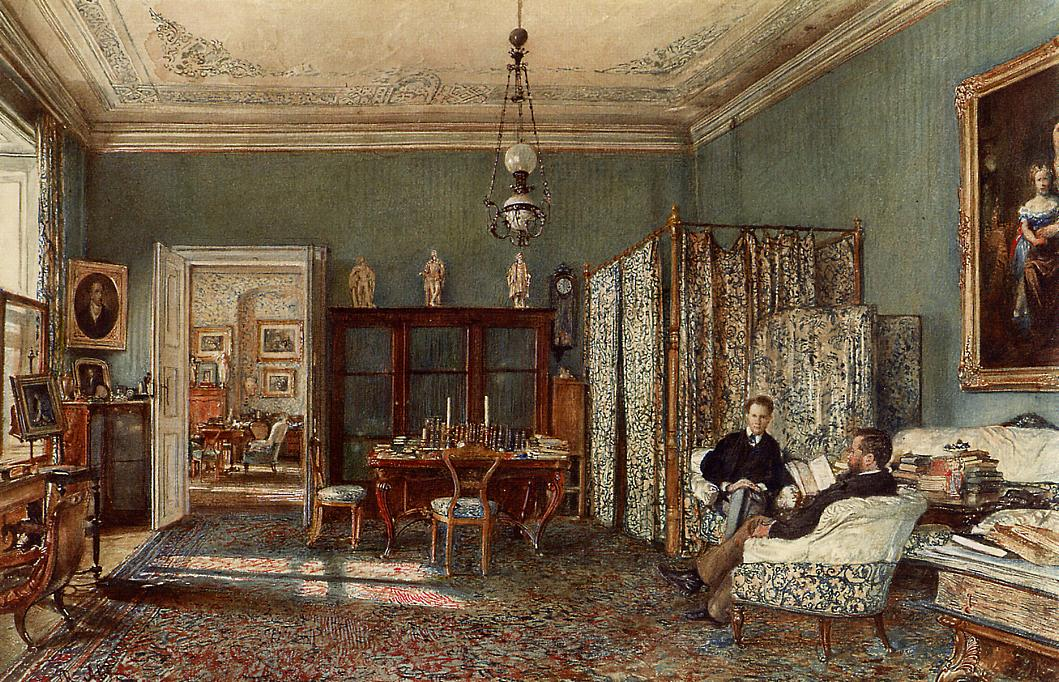
«Палац Лянцкоронських, Ранкова зала,  Відень», акварель 1881 р.

## Галерея вибраних творів

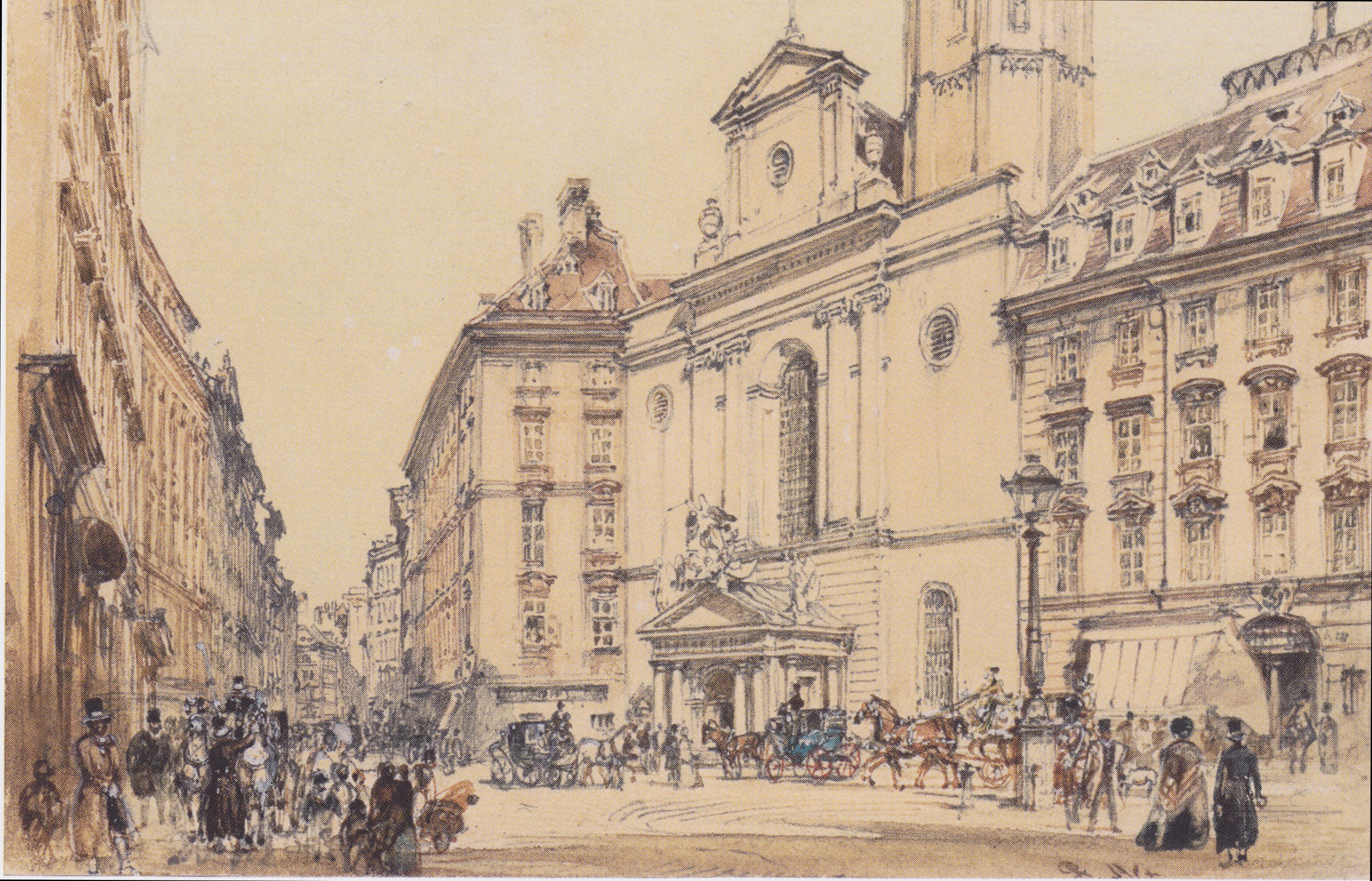
«Відень, церква архангела Михаїла», 1844 р.

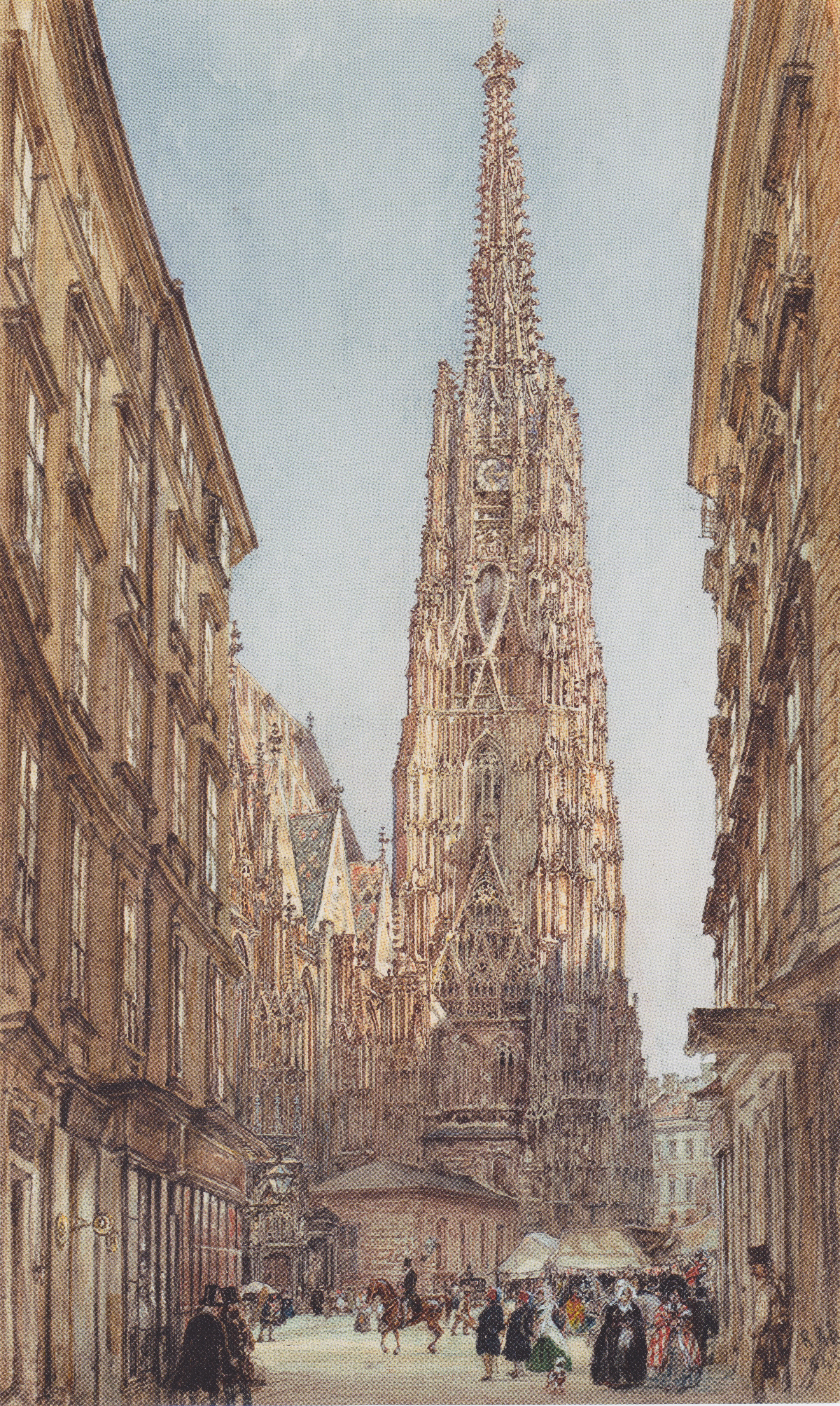
«Готична вежа собору Св. Стефана, Відень», 1847 р.
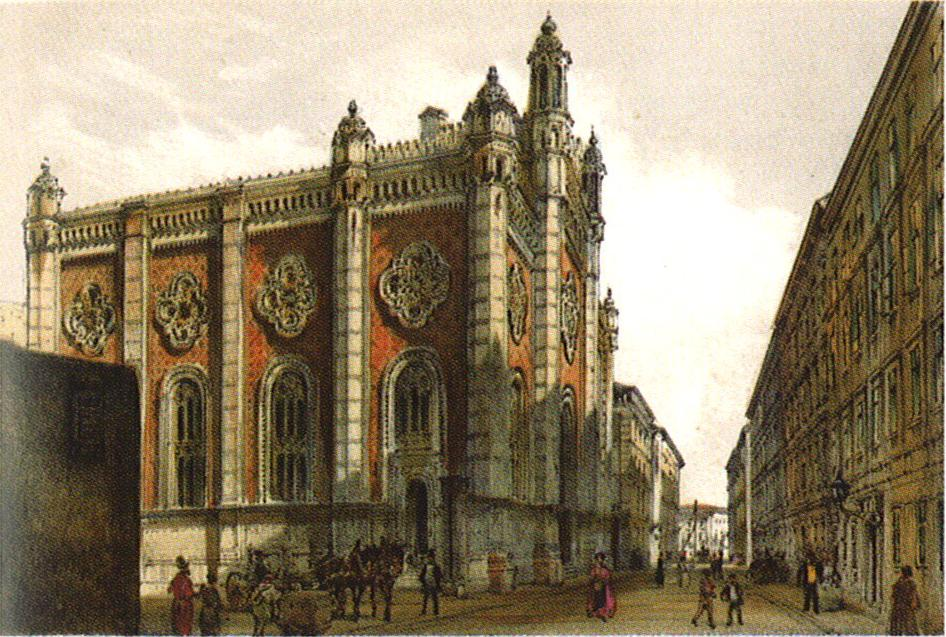
«Синагога у Відні», кольорова літографія за малюнком фон Альта 1860 р.
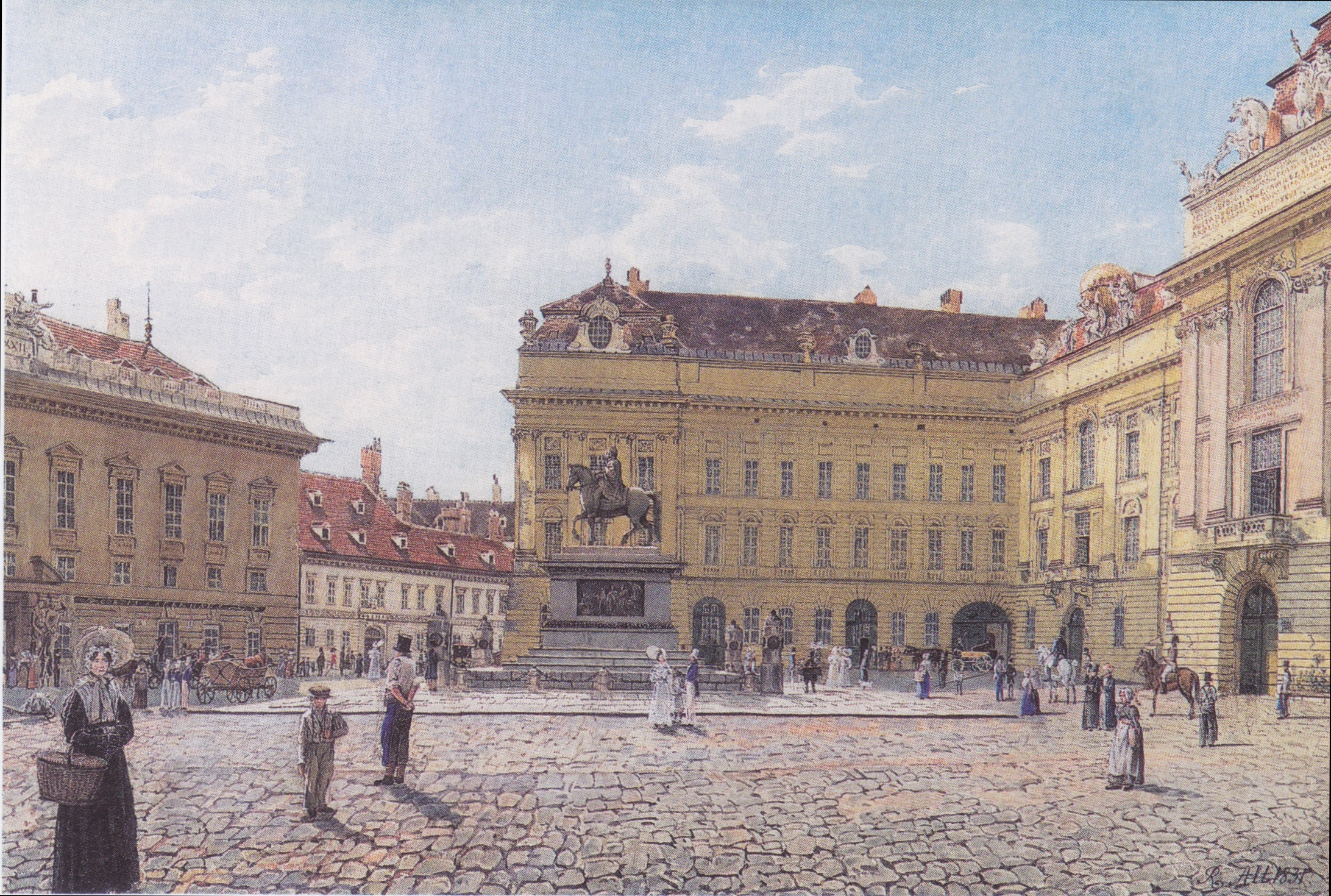
«Йозефплац у Відні», акварель 1831 р.
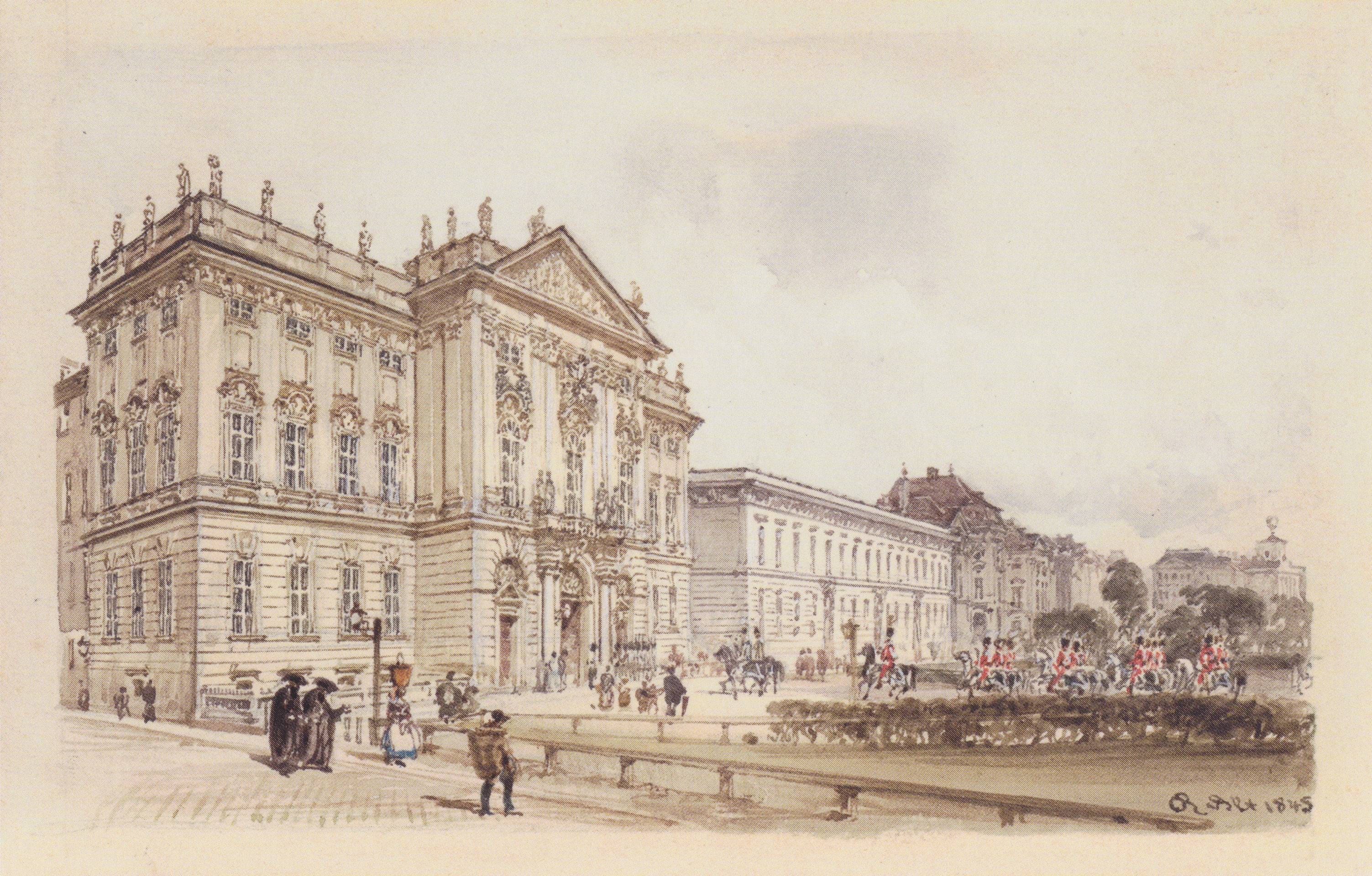
«Відень, палац Траутсон», 1845 р.